# Ротоскопіювання
Ротоскопіювання (англ. rotoscopy) — анімаційна техніка, при якій мультфільм створюється шляхом окреслення кадр за кадром натурного фільму (з реальними акторами і декораціями). Спочатку заздалегідь знятий фільм проектувався на кальку і вручну вимальовувався художником, зараз для цих цілей активно використовується комп'ютер.

## Ротомація
Для персонажів повністю промальованих поверх зображення актора застосовується також термін ротомація (англ. rotomation , від rotoscoping — «ротоскопіювання» і animation — «традиційна анімація»). Ця техніка застосовується тоді, коли від повністю промальованого персонажа вимагається дуже реалістична, точна і жива взаємодія з реальними акторами та предметами. У такому випадку цифрового персонажа спочатку грає реальна людина, а потім її замінюють анімованим персонажем.

## Сучасні технології
На сьогодні основними елементами ротоскопіювання є накладання маски на динамічні об'єкти, що рухаються (здебільшого це люди або транспорт) в статичному середовищі, сцені для подальшого виділення та обробки.
У декораціях за допомогою ротоскопіювання можна «продублювати» людей і додати декорації, створені за допомогою 3D-графіки, що дозволяє значно заощадити творцям фільму фінансово-матеріальні кошти.
Цей художній прийом дозволяє домальовувати деякі елементи, яких не було на зйомках (наприклад, галюцинації головних героїв, футуристичні костюми, особливе сприйняття реальності героями…)

## Історія
Техніка була винайдена в 1914 році Максом Флейшером, який використовува її в серії своїх фільмів «Із чорнильниці»: його брат, Дейв Флейшер, наряджений в костюм клоуна, зіграв персонажа фільму — клоуна Коко. Пізніше, на початку 30-х, Флейшер використовував ту ж техніку в мультфільмах про Бетті Буп і для створення рухів Гулівера в повнометражному мультфільмі «Подорож Гулівера».
Уолт Дісней і його художники успішно використали ротоскопіювання в таких мультфільмах як «Білосніжка і сім гномів» (1937) і «Попелюшка» (1950).
Одним з найвідоміших світових аніматорів, що використовували в своїх роботах ротоскопіювання, є Ральф Бакши («Вогонь і Лід», «Володар перснів»).

## Переваги і недоліки
Переваги:
- аніматору не потрібно отримувати потрібні рухи методом проб і помилок;
- можливість використання кадрів фільму для відслідковування поелементної анімації і організації спеціальних ефектів.

Недоліки:
- важко створити карикатурних персонажів.

## Застосування
На сьогодні ротоскопіювання активно використовується в виготовленні відеопродукції, ігровій індустрії і комп'ютерній анімації для створення фонового зображення або текстурних карт.
Стилизацію під ротоскопіювання доволі часто використовуютьт кінематографісти — від телевізійних реклам до фільмів Голівуду. Ротоскопіювання використовується також в коміксах і в фотографії. Прийоми ротоскопіювання широко використовуються в комерційній ілюстрації.